# Rawicz
Rawicz (udtale: [ˈravit͡ʂ]; tysk: Rawitsch) er en by i den sydlige del af  voivodskabet Storpolen i  det vestlige centrale del af Polen. Byen   har 20.305(2021) indbyggere og et areal på 7,81 km², og er administrationsby i  powiatet Rawicz.

## Historie
Byen blev grundlagt af Adam Olbracht Przyjemski  I 1638 gav kong Vladislav 4. Vasa Rawicz byrettigheder og bekræftede byens våbenskjold. Rawicz blev bygget som en præcist planlagt by og udviklet i et hastigt tempo. Den lå på handelsruten, der forbinder Poznań og Wrocław. I 1640  blev der grundlagt et klædelaug. Klædeproduktion blev den førende  lokale industri, og i slutningen af det 18. århundrede var Rawicz den førende væveriby  i hele regionen Storpolen . Rawicz var en privat by ejet af polsk adel, administrativt beliggende i powiatet Kościan i Poznań voivodeskab i Kongeriget Polens krone.
Efter ødelæggelsen af Rawicz af det svenskerne i 1655 under Karl 10. Gustavs polske krig, blev byen genopbygget på en imponerende måde, der opførtes nye rækkehuse, en barokkirke og et katolsk kloster. Det tidlige 18. århundrede var en ugunstig periode i byens historie. I 1701 var der en brand, i 1704-1705 blev det besat af Sverige, udenlandske tropper, russere i 1707, østrigere i 1719, Sachsere i 1733, marcherede gennem området. I de følgende årtier skete der igen en hurtig udvikling: opførelsen af slottet blev afsluttet og et nyt barok rådhus blev bygget. I anden halvdel af 1700-tallet var der to bryggerier, et destilleri, et slagteri og et teglværk i Rawicz.
- Apostlen Andreas kirke
- Sankt Andrzej Bobolas kirke
- Kristus Kongens kirke
- Gamle huse på torvet Rynek